# Horacio Calcaterra
Horacio Martín Calcaterra Thomas (Correa, Provincia de Santa Fe, 22 de febrero de 1989) es un futbolista argentino nacionalizado peruano. Juega como mediocentro y su equipo actual es el Universitario de Deportes de la Liga 1 del Perú.
Es hermano del exfutbolista Fernando Calcaterra ademas es internacional con la selección de futbol de Perú 

## Trayectoria
Horacio Calcaterra hizo su debut el 2008 jugando por Rosario Central, se mantuvo en este club por tres temporadas.

### Unión Comercio
Llegó al Perú en el 2011 y jugó por Unión Comercio a pedido del técnico Hernán Lisi, quien había sido su entrenador en la reserva de Rosario Central. Ese año, fue la máxima figura del equipo siendo uno de los responsables de que el equipo consiguiera su primera clasificación a un torneo internacional como la Copa Sudamericana 2012. Jugó 26 partidos y anotó 4 goles.

### Universitario de Deportes
A inicios del 2012 firmó por Universitario de Deportes. Fue catalogado como una de las mejores contrataciones del club en el año, jugando 34 partidos y anotando 7 goles.

### Sporting Cristal
En el 2013 fichó por el Sporting Cristal, club con el que disputó por primera vez la Copa Libertadores de América de ese año. En el 2014 Calcaterra consiguió el campeonato nacional con el club rimense, el argentino destacó en el mediocampo junto a Jorge Cazulo y Carlos Lobatón. Calca anotó el transitorio empate 2-2 en la final nacional ante Juan Aurich, partido que finalmente ganaría Cristal con un gol de Edinson Chávez en la prórroga. En las últimas 2 temporadas marcó 29 goles con camiseta del Sporting Cristal siendo el volante con mayor promedio de gol en el Torneo Descentralizado, por encima de jugadores como Rinaldo Cruzado, Luis Ramírez, Arquímedes Figuera y Carlos Lobatón.
El 15 de noviembre de 2022, Sporting Cristal hace oficial la salida de Horacio Calcaterra, después de muchas temporadas vistiendo la camiseta 'celeste', Calcaterra le dice adiós a la Florida.

### Universitario de Deportes
Después de 11 años volvería a ser jugador de Universitario, con un contrato hasta el 2025. Su debut oficial del 2023 con el plantel merengue fue por la fecha 3 del Torneo Apertura frente a la Academia Cantolao, el encuentro terminaría 4 a 0 a favor de los merengues. Marcó su primer gol en la fecha 11, en una victoria 2 a 1 contra Atlético Grau. En la temporada 2023 salió campeón nacional al vencer en la final a Alianza Lima, anotando el gol de victoria en la final, gol que quedaría en la historia del plantel merengue. En el 2024 sería bicampeón nacional con el plantel crema en el año de su centenario.

## Estadísticas

### Clubes
Actualizado al último partido disputado el 2 de octubre de 2023.
| Club | Div.          | Temporada     | Liga  | Liga  | Copas nacionales(1) | Copas nacionales(1) | Copas internacionales(2) | Copas internacionales(2) | Total | Total |
| Club | Div.          | Temporada     | Part. | Goles | Part.               | Goles               | Part.                    | Goles                    | Part. | Goles |
| --- | ------------- | ------------- | ----- | ----- | ------------------- | ------------------- | ------------------------ | ------------------------ | ----- | ----- |
| Rosario Central Argentina | 1.ª           | 2008          | 1     | 0     | 0                   | 0                   | —                        | —                        | 1     | 0     |
| Rosario Central Argentina | Total club    | Total club    | 1     | 0     | 0                   | 0                   | 0                        | 0                        | 1     | 0     |
| Unión Comercio · Perú | 1.ª           | 2011          | 26    | 4     | 0                   | 0                   | —                        | —                        | 26    | 4     |
| Unión Comercio · Perú | Total club    | Total club    | 26    | 4     | 0                   | 0                   | 0                        | 0                        | 26    | 4     |
| Universitario de Deportes · Perú | 1.ª           | 2012          | 34    | 7     | —                   | —                   | —                        | —                        | 34    | 7     |
| Sporting Cristal · Perú | 1.ª           | 2013          | 40    | 5     | —                   | —                   | 6                        | 0                        | 46    | 5     |
| Sporting Cristal · Perú | 1.ª           | 2014          | 43    | 6     | —                   | —                   | 2                        | 0                        | 45    | 6     |
| Sporting Cristal · Perú | 1.ª           | 2015          | 39    | 3     | —                   | —                   | 6                        | 0                        | 45    | 3     |
| Sporting Cristal · Perú | 1.ª           | 2016          | 37    | 4     | —                   | —                   | 6                        | 1                        | 43    | 5     |
| Sporting Cristal · Perú | 1.ª           | 2017          | 20    | 6     | —                   | —                   | 4                        | 0                        | 24    | 6     |
| Sporting Cristal · Perú | 1.ª           | 2018          | 37    | 10    | —                   | —                   | 2                        | 1                        | 39    | 11    |
| Sporting Cristal · Perú | 1.ª           | 2019          | 33    | 4     | 4                   | 0                   | 10                       | 0                        | 47    | 4     |
| Sporting Cristal · Perú | 1.ª           | 2020          | 28    | 3     | —                   | —                   | 2                        | 0                        | 30    | 3     |
| Sporting Cristal · Perú | 1.ª           | 2021          | 24    | 4     | 4                   | 1                   | 10                       | 0                        | 38    | 5     |
| Sporting Cristal · Perú | 1.ª           | 2022          | 34    | 1     | 0                   | 0                   | 6                        | 0                        | 40    | 1     |
| Sporting Cristal · Perú | Total club    | Total club    | 335   | 46    | 8                   | 1                   | 54                       | 2                        | 397   | 49    |
| Universitario de Deportes · Perú | 1.ª           | 2023          | 37    | 4     | —                   | —                   | 9                        | 0                        | 46    | 4     |
| Universitario de Deportes · Perú | 1.ª           | 2024          | 33    | 2     | —                   | —                   | 2                        | 0                        | 35    | 2     |
| Universitario de Deportes · Perú | Total club    | Total club    | 104   | 13    | 0                   | 0                   | 11                       | 0                        | 115   | 13    |
| Total carrera | Total carrera | Total carrera | 442   | 62    | 8                   | 1                   | 63                       | 2                        | 513   | 65    |
| (1) Incluye datos del Torneo Intermedio 2011 y Copa Bicentenario. (2) Incluye datos de la Copa Libertadores de América y Copa Sudamericana. |               |               |       |       |                     |                     |                          |                          |       |       |

### Participaciones internacionales
| Torneo                 | Club             | País | Resultado           | Partidos | Goles |
| ---------------------- | ---------------- | ---- | ------------------- | -------- | ----- |
| Copa Libertadores 2013 | Sporting Cristal | Perú | Fase de grupos      | 6        | 0     |
| Copa Libertadores 2014 | Sporting Cristal | Perú | Primera fase        | 2        | 0     |
| Copa Libertadores 2015 | Sporting Cristal | Perú | Fase de grupos      | 6        | 0     |
| Copa Libertadores 2016 | Sporting Cristal | Perú | Fase de grupos      | 6        | 1     |
| Copa Libertadores 2017 | Sporting Cristal | Perú | Fase de grupos      | 4        | 0     |
| Copa Sudamericana 2018 | Sporting Cristal | Perú | Primera fase        | 2        | 1     |
| Copa Libertadores 2019 | Sporting Cristal | Perú | Fase de grupos      | 6        | 0     |
| Copa Sudamericana 2019 | Sporting Cristal | Perú | Octavos de final    | 4        | 0     |
| Copa Libertadores 2020 | Sporting Cristal | Perú | Fase 2              | 2        | 0     |
| Copa Libertadores 2021 | Sporting Cristal | Perú | Fase de grupos      | 6        | 0     |
| Copa Sudamericana 2021 | Sporting Cristal | Perú | Cuartos de final    | 4        | 0     |
| Copa Libertadores 2022 | Sporting Cristal | Perú | Fase de grupos      | 6        | 0     |
| Copa Sudamericana 2023 | Universitario    | Perú | Play off de octavos | 7        | 0     |

### Hat-tricks
| 1 | 22 de noviembre de 2018 | Estadio Rosas Pampa, Huaraz | Sport Rosario - Sporting Cristal |  | 0 - 8 | Campeonato Descentralizado 2018 |

## Selección nacional
Es convocado para afrontar los partidos amistosos contra las selecciones de Países Bajos y Alemania.

### Participaciones en Eliminatorias
| Eliminatorias                    | Selección | Resultado        | Partidos | Goles | Asist. |
| -------------------------------- | --------- | ---------------- | -------- | ----- | ------ |
| Eliminatorias Sudamericanas 2022 | Perú      | 0-2 vs Argentina | 1        | 0     | 0      |

## Palmarés

### Campeonatos nacionales
| Título                    | Club                      | País | Año  |
| ------------------------- | ------------------------- | ---- | ---- |
| Primera División del Perú | Sporting Cristal          | Perú | 2014 |
| Primera División del Perú | Sporting Cristal          | Perú | 2016 |
| Primera División del Perú | Sporting Cristal          | Perú | 2018 |
| Primera División del Perú | Sporting Cristal          | Perú | 2020 |
| Copa Bicentenario         | Sporting Cristal          | Perú | 2021 |
| Primera División del Perú | Universitario de Deportes | Perú | 2023 |
| Primera División del Perú | Universitario de Deportes | Perú | 2024 |

### Torneos cortos
| Título           | Club                      | País | Año  |
| ---------------- | ------------------------- | ---- | ---- |
| Torneo Clausura  | Sporting Cristal          | Perú | 2014 |
| Torneo Apertura  | Sporting Cristal          | Perú | 2015 |
| Torneo Clausura  | Sporting Cristal          | Perú | 2016 |
| Torneo de Verano | Sporting Cristal          | Perú | 2018 |
| Torneo Apertura  | Sporting Cristal          | Perú | 2018 |
| Torneo Apertura  | Sporting Cristal          | Perú | 2021 |
| Torneo Clausura  | Universitario de Deportes | Perú | 2023 |
| Torneo Apertura  | Universitario de Deportes | Perú | 2024 |
| Torneo Clausura  | Universitario de Deportes | Perú | 2024 |
| Torneo Apertura  | Universitario de Deportes | Perú | 2025 |

### Distinciones individuales
| Distinción                                                                           | Año  |
| ------------------------------------------------------------------------------------ | ---- |
| Equipo ideal del Torneo de Verano de Perú según el portal periodístico DeChalaca.com | 2018 |
| Equipo ideal del Campeonato Descentralizado según DeChalaca.com                      | 2018 |
| Incluido en el mejor once del Campeonato Descentralizado según la SAFAP              | 2018 |
| Preseleccionado como mediocampista en el mejor once de la Liga 1 según la SAFAP      | 2019 |
| Equipo ideal de la fase 2 (Torneo Clausura) de la Liga 1                             | 2020 |
| Equipo ideal de la Liga 1 según Dechalaca.com                                        | 2020 |
| Preseleccionado como volante en el mejor once de la Liga 1 según la SAFAP            | 2020 |
| Once ideal de la Liga 1                                                              | 2020 |
| Once ideal de la Copa Bicentenario según Dechalaca.com                               | 2021 |
| Preseleccionado como volante en el mejor once de la Liga 1 según la SAFAP            | 2021 |